# 八鄉路巴士總站
八鄉路巴士總站（英語：Pat Heung Road Bus Terminus）是香港的一個巴士總站，位於元朗區八鄉八鄉路西面盡頭。現有2條專利巴士路線及2條專線小巴以本站作為總站，而專線小巴採用的總站名稱為「大欖巴士轉車站」，另有1條專利巴士路線及1條專線小巴途徑此站。

## 歷史
2003年
新界區專線小巴78線投入服務，以八鄉路欖隧轉車站停車場為總站，原意是方便乘客乘搭大欖隧道巴士路線轉乘該小巴路線經皇崗口岸往返中國大陸。營辦商稱此站為「大欖巴士轉車站」，但此站並非位於「大欖」，而是「大欖隧道」錦田八鄉出口，因此此名稱帶有一定程度的誤導性。其後，營辦商於2009年10月在原有78號線加設往來錦上路站的短程服務78A。
2009-2010年度
在「2009-2010年度元朗區巴士路線發展計劃」中，251A線被提出開辦，當時計劃取消251M線，然後開設兩條循環線251A和251B，其後諮詢了沿線各個的區議會。
2010-2011年度
在「2010-2011年度元朗區巴士路線發展計劃」裏，有了新計劃：繼續保留251M線，但該線的總站會由錦上路鐵路站縮短至上村，而上村至錦上路的一段路則改由251A線取代。
2012-2014年度
2012年3月，有巴士迷發現八鄉路近大欖隧道轉車站，已設置巴士站長亭，並猜測該處（本總站）會有新的巴士總站。
2013年5月19日，九龍巴士68E線投入服務，來往元朗公園及本站，途經高埔村、凹頭、十八鄉路（蝶翠峰、原築、翹翠峰）。
2014年10月4日，九龍巴士251B線投入服務，來往上村及本站，並途徑港鐵錦上路站、錦田、石崗、橫台山及八鄉。同日，九龍巴士251A線配合九龍巴士251B線投入服務和九龍巴士251M線服務改動而改由港鐵錦上路站開出，並改為途經錦上路及大欖隧道轉車站，於來回程繞經本站。
2014年11月
2014年11月22日：配合元朗及天水圍巴士路線重組，九龍巴士68E線延長至青衣鐵路站，不再以此站為總站及不再途經此站。
2021年
2021年6月20日：配合屯門赤鱲角隧道第二階段巴士路線重組，龍運巴士E36線開辦。
2022年
2022年6月13日：九龍巴士251C線開辦。
2023年
2023年9月30日：九龍巴士251C線改以循環線形式運作，以元朗（西）為循環點，不再以此站為總站。
2025年
2022年3月28日：九龍巴士268線開辦。

## 總站路線資料（巴士）

### 九龍巴士77K線（特別班次）
- 上水 → 錦上路站

### 九龍巴士251B線
- 八鄉路（大欖轉車站） ↺ 上村

於2014年10月4日投入服務，取代原先全日服務的251M線，途經港鐵錦上路站、錦田、石崗、橫台山及八鄉。

### 九龍巴士268線
- 攸壆路簡約公屋 ↔ 八鄉路（大欖轉車站）

### 龍運巴士E36線
- 元朗（八鄉路） ↔ 機場（地面運輸中心）

於2021年6月20日投入服務，取代前身E34B線，途經錦田、凹頭、形點、元朗大馬路、元朗公路、屯門赤鱲角隧道、東涌市中心及機場後勤區。

## 總站路線資料（專線小巴）

### 新界區專線小巴78線
- 大欖隧道轉車站 ↔ 落馬洲轉車站

2003年投入服務，提供大欖隧道轉車站、八鄉路、石湖塘、港鐵錦上路站、泰康村、高埔往來青山公路（紅毛橋至新田）及落馬洲轉車站接駁皇巴士的專線小巴服務。

### 新界區專線小巴78A線
- 大欖隧道轉車站 ↔ 錦上路站

2009年10月投入服務，為78線的區間車，提供往來大欖隧道轉車站、八鄉路、石湖塘、港鐵錦上路站的專線小巴服務，袛於星期一至五繁忙時間服務。

## 途經路線資料（巴士）

### 九龍巴士251A線
- 錦上路站 ↺ 上村（經大欖轉車站）

於2012年3月31日配合251M線縮短而投入服務，2014年10月4日再次配合251M線服務改動而改由錦上路站開出，途經錦上路及大欖隧道轉車站。

## 途經路線資料（專線小巴）

### 新界區專線小巴71線
- 元朗（泰衡街） ↔ 石湖塘（河背）

## 途經路線資料（居民巴士）

### 香港居民巴士NR968線
- 四季名園 ↺ 大欖隧道轉車站

## 外部連結
- 九巴（页面存档备份，存于）
- 香港巴士大典上的相关条目：八鄉路 (大欖轉車站) 總站